# Luis García Sanz
Luis Javier García Sanz (Badalona, 1978. június 24. –) spanyol válogatott labdarúgó.

## Pályafutása
A Barcelona C csapatában kezdte profi pályafutását 1995-ben. Az 1997–98 as idényben a B csapatba került ahonnan Valladolid csapatához ment kölcsönbe. Majd ismét kölcsönben volt a C.D Toledo csapatánál majd a Tenerifénél ezután eltöltött egy idényt kölcsönben, majd ismét a Valladolidban játszott egy idényt és az utolsó kölcsönjátéka az Atléticónál volt. 2004. augusztus 20-án 8,75 millió euróért a Liverpool csapatához szerződött, ahol 2007-ig futballozott. A 2007. évi nyári átigazolási időszakban az Atlético Madrid csapatához szerződött, 2009-ben pedig a Racing de Santanderhez csatlakozott.

## Statisztika
Utoljára frissítve: 2009. augusztus 12.
| Klub             | Szezon    | Bajnokság (PD, SD, SD B | Bajnokság (PD, SD, SD B | Copa del Rey | Copa del Rey | –        | –        | Európai kupaporond | Európai kupaporond | Egyéb | Egyéb | Összesen | Összesen |
| Klub             | Szezon    | Meccs                   | Gól                     | Meccs        | Gól          | Meccs    | Gól      | Meccs              | Gól                | Meccs | Gól   | Meccs    | Gól      |
| ---------------- | --------- | ----------------------- | ----------------------- | ------------ | ------------ | -------- | -------- | ------------------ | ------------------ | ----- | ----- | -------- | -------- |
| Barcelona B      | 1997–98   | 36                      | 15                      | 0            | 0            | –        | –        | 0                  | 0                  | 0     | 0     | 36       | 15       |
| Barcelona B      | 1998–99   | 36                      | 10                      | 0            | 0            | –        | –        | 0                  | 0                  | 0     | 0     | 36       | 10       |
| Real Valladolid  | 1999–2000 | 6                       | 0                       | 0            | 0            | –        | –        | 0                  | 0                  | 0     | 0     | 6        | 0        |
| Toledo           | 1999–2000 | 17                      | 4                       | 0            | 0            | –        | –        | 0                  | 0                  | 0     | 0     | 17       | 4        |
| Tenerife         | 2000–01   | 40                      | 16                      | 1            | 0            | –        | –        | 0                  | 0                  | 0     | 0     | 41       | 16       |
| Real Valladolid  | 2001–02   | 25                      | 7                       | 4            | 3            | –        | –        | 0                  | 0                  | 0     | 0     | 29       | 10       |
| Atlético Madrid  | 2002–03   | 30                      | 9                       | 2            | 0            | –        | –        | 0                  | 0                  | 0     | 0     | 32       | 9        |
| Barcelona        | 2003–04   | 25                      | 4                       | 6            | 1            | –        | –        | 7                  | 3                  | 0     | 0     | 38       | 8        |
| Klub             | Szezon    | Premier League          | Premier League          | FA-kupa      | FA-kupa      | Ligakupa | Ligakupa | Európai kupaporond | Európai kupaporond | Egyéb | Egyéb | Összesen | Összesen |
| Klub             | Szezon    | Meccs                   | Gól                     | Meccs        | Gól          | Meccs    | Gól      | Meccs              | Gól                | Meccs | Gól   | Meccs    | Gól      |
| Liverpool        | 2004–05   | 29                      | 8                       | 0            | 0            | 3        | 0        | 12                 | 5                  | 0     | 0     | 44       | 13       |
| Liverpool        | 2005–06   | 31                      | 7                       | 3            | 1            | 1        | 0        | 13                 | 3                  | 2     | 0     | 50       | 11       |
| Liverpool        | 2006–07   | 17                      | 3                       | 1            | 0            | 1        | 0        | 7                  | 3                  | 1     | 0     | 27       | 6        |
| Liverpool összes | 2004–2007 | 77                      | 18                      | 4            | 1            | 5        | 0        | 32                 | 11                 | 3     | 0     | 121      | 30       |
| Klub             | Szezon    | Primera División        | Primera División        | Copa del Rey | Copa del Rey | –        | –        | Európai kupaporond | Európai kupaporond | Egyéb | Egyéb | Összesen | Összesen |
| Klub             | Szezon    | Meccs                   | Gól                     | Meccs        | Gól          | Meccs    | Gól      | Meccs              | Gól                | Meccs | Gól   | Meccs    | Gól      |
| Atlético Madrid  | 2007–08   | 30                      | 2                       | 0            | 0            | –        | –        | 5                  | 1                  | 0     | 0     | 35       | 3        |
| Atlético Madrid  | 2008–09   | 18                      | 0                       | 0            | 0            | –        | –        | 2                  | 0                  | 0     | 0     | 20       | 0        |
| Racing Santander | 2009–10   | 0                       | 0                       | 0            | 0            | –        | –        | 0                  | 0                  | 0     | 0     | 0        | 0        |
| Összesen         | 1997–     | 329                     | 85                      | 17           | 5            | 5        | 0        | 39                 | 14                 | 3     | 0     | 393      | 104      |

## Külső hivatkozások
- Luis García pályafutásának statisztikái a Soccerbase oldalon (angolul)